# 진안공설운동장
진안공설운동장(鎭安公設競技場, Jinan Public Stadium)은 대한민국 전북특별자치도 진안군에 있는 스포츠 시설이다. 인조잔디 필드와 우레탄 트랙이 갖춰진 경기장이며, 2007년 12월에 준공되었다.

## 참고 문헌
- “진안군 체육/수련시설”. 진안군청.
- 〈진안공설운동장〉. 《한국향토문화전자대전》. 한국학중앙연구원.[깨진 링크(과거 내용 찾기)]
- 《2019년 전국 공공체육시설 현황 (2018년말 기준)》. 대한민국 문화체육관광부. 2020.
- 《2023 전국 공공체육시설 현황 (2022년 12월말 기준)》. 대한민국 문화체육관광부. 2024.